# San Antonio Spurs
San Antonio Spurs este un club american de baschet cu sediul în San Antonio, Texas. Fac parte din Divizia sud-vest a Conferinței de Vest în National Basketball Association (NBA). Spurs este una dintre cele patru echipe din American Basketball Association (împreună cu Nets, Pacers și Nuggets) care au rămas în NBA după fuziunea ABA-NBA din 1976 și este singura echipă din fosta ABA, care a câștigat campionatul NBA.